# Hanka
Hanka je žensko osebno ime.

## Izvor imena
Ime Hanka je različica imena Hana.

## Pogostost imena
Po podatkih Statističnega urada Republike Slovenije je bilo na dan 31. decembra 2007 v Sloveniji število ženskih oseb z imenom Hanka: 56.

## Osebni praznik
V koledarju je ime Hanka skupaj z imenom Hana; god praznuje 26. julija.